# Hypokaust

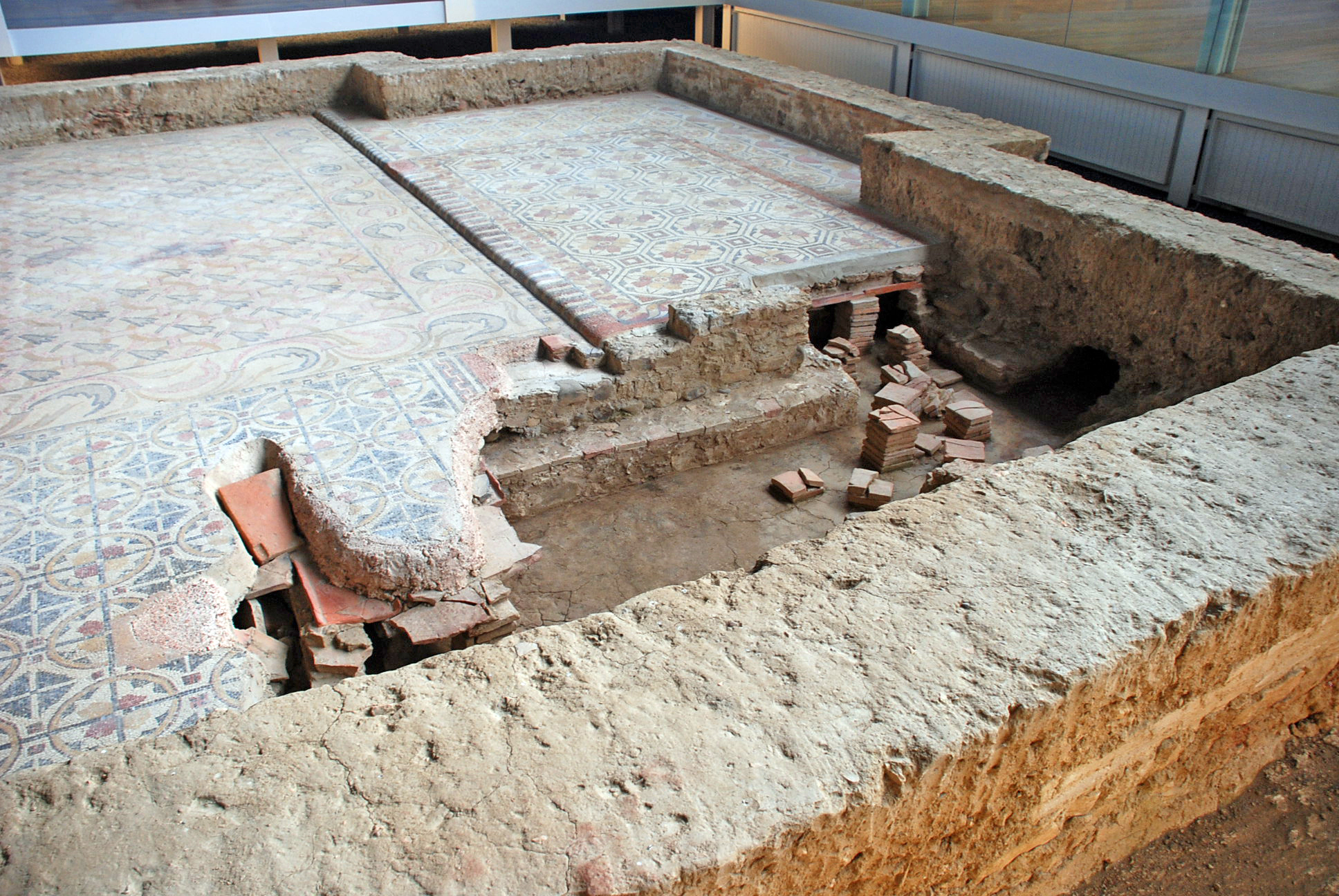
Hypokaustum v římské vile v provincii Palencia (Španělsko)

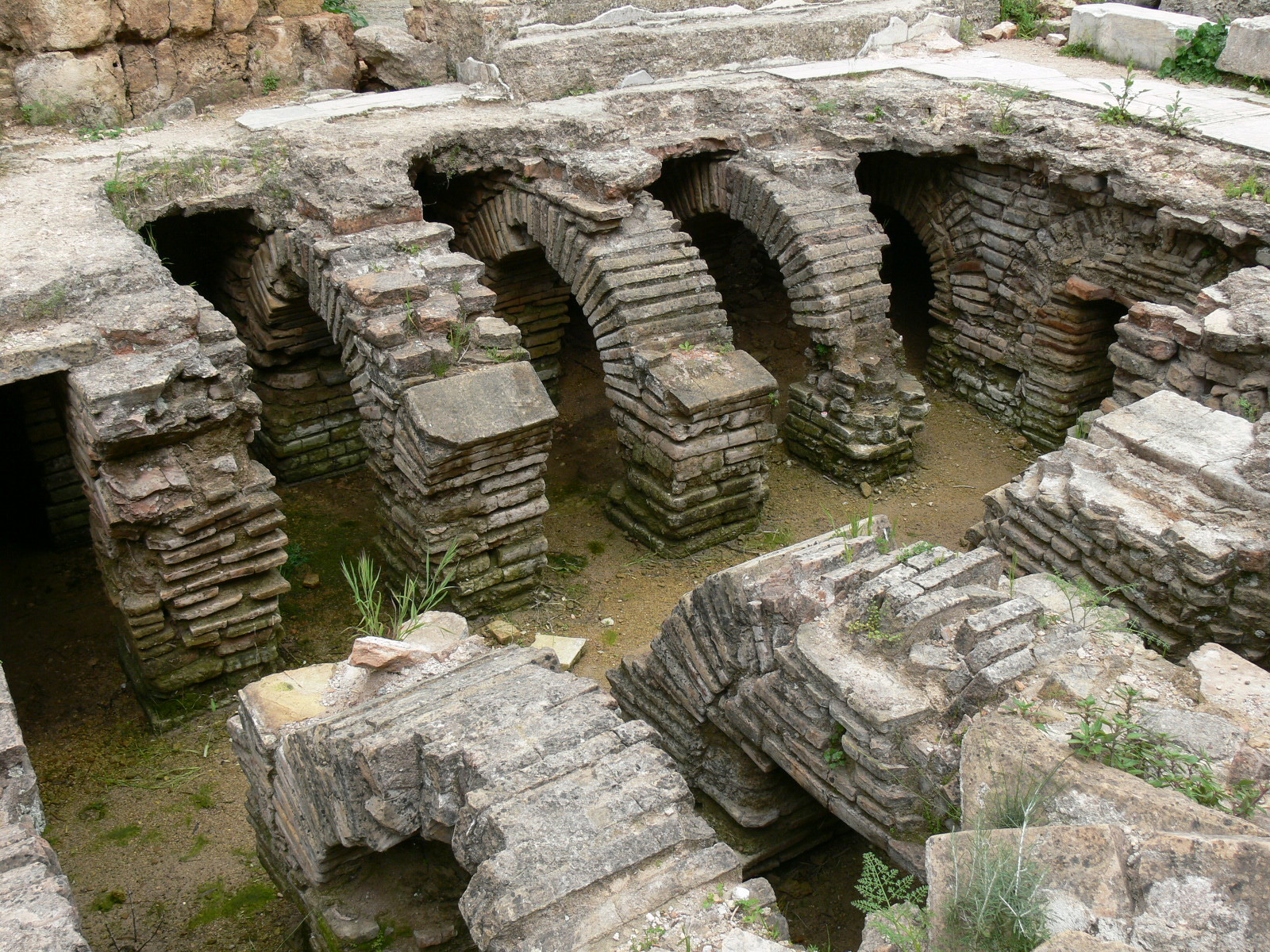
Klenuté hypokaustum v Perge (Turecko)

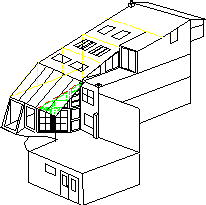
Skica moderního domu se slunečním hypokaustovým vytápěním

Hypokaustum (lat. hypocaustum z řeckého hypo-kauston, spodní topení) byl ve Římě prostor pod podlahou lázní nebo vil, který sloužil k jejich vytápění.

## Popis
Horké (caldarium) a teplé (tepidarium) místnosti římských lázní měly vyvýšenou podlahu na hustých pravidelných řadách 60-100 cm vysokých sloupků. Prostor pod podlahou se vytápěl horkými spalinami z topeniště vně místnosti (profumium) a odcházel šachtami nebo trubkami ve stěnách. V topeništi se spalovalo dřevo. Masivní podlaha z několika vrstev cihel a hliněné malty se za den až dva vyhřála a udržovala pak v místnosti stálou teplotu. Zbytky hypokaust se zachovaly v Itálii, ve Španělsku, ve Francii, v Anglii, v Německu, v Maďarsku i v Turecku a v Severní Africe, v moravském Mušově a slovenské Stupavě.

## Historie
Římský architekt Vitruvius (1. stol.) připisoval vynález hypokausta Sergiu Oratovi (kolem 90 př. n. l.), podobné stavby se však nalezly i z dřívější doby. Při vykopávkách v Mohendžodaro v dnešním Pákistánu se našly podzemní konstrukce, které podle některých archeologů mohly sloužit stejnému účelu a pocházejí z doby kolem 2000 př. n. l. V tradičním korejském domě se používal velmi podobný ondol, vyvýšená podlaha, pod níž prochází kouř z kuchyňského ohniště do protilehlého komína.
Po rozpadu Římské říše nebylo nikoho, kdo by si takový luxus mohl dovolit. V pozměněné podobě podlahy s kanálky a keramickými trubkami, jimiž procházel kouř z vnějšího ohniště, se hypokaustum znovu objevilo ve vrcholném středověku v klášterech (například v Reichenau v Německu).

## Současnost
V dnešní době je hypokaustové vytápění stále chápáno na stejném principu. Vzduch není vždy dodáván pecí, ale také solární energií a jinými zdroji. Moderní hypokausty se například betonují do stropů jako trubky nebo staví přímo jako stěny z vápenopískových cihel ale také přímo do stávajicí zeminy nebo skály.
Různé systémy podlahového vytápění (Crittal aj.) se dnes běžně používají, i když většinou s elektrickým odporovým zdrojem nebo s trubkami s teplou vodou. Pojem hypokaust se používá pro krby s akumulací a uzavřenou vnitřní cirkulací vzduchu, který rovnoměrně zahřívá plášť často i velmi rozměrného topidla (například ve více místnostech).